# Jakob Schmidt (Autor)
Jakob Schmidt (* 1978 in Göttingen) ist ein deutscher Übersetzer, Autor von Phantastik und Buchhändler.
Er übertrug unter anderem Werke von Kim Stanley Robinson, K. J. Parker, Michael Grant und Catherine Jinks ins Deutsche. 2012 wurde er gemeinsam mit Jasper Nicolaisen für seine Übersetzung von David Maruseks Sammlung von Erzählungen Wir waren außer uns vor Glück mit dem Kurd-Laßwitz-Preis ausgezeichnet.
Seit 2013 ist er Mitinhaber der renommierten Berliner Buchhandlung Otherland. Ebenfalls 2013 erschien seine erste Sammlung kürzerer Erzählungen Nichts Böses.
2010 beteiligte er sich an dem von Karla Schmidt herausgegebenen literarischen Experiment Hinterland, einer Anthologie im Wurdack-Verlag, für die 20 Autoren Science-Fiction-Erzählungen nach Musik von David Bowie schrieben.

## Übersetzungen
- Kim Stanley Robinson: Die Romane des Philip K. Dick. Eine Monographie, Shayol Berlin 2005. ISBN 3-926126-51-5
- Catherine Jinks: Teuflisches Genie, Knaur 2010, ISBN 978-3426500415
- David Marusek: Wir waren außer uns vor Glück, Golkonda 2011, ISBN 978-3942396035
- Chris Beckett: Messias-Maschine, Knaur-Taschenbuch-Verlag 2012. ISBN 978-3-426-51119-0
- BROM: Krampus (orig.: Krampus – The Yule Lord). Knaur, München 2013. ISBN 978-3-426-65334-0.
- Mira Grant: Deadline. Tödliche Wahrheit, LYX Egmont 2013, ISBN 978-3-8025-8417-6
- Michael Grant: BZRK 1, Egmont INK, 2013, ISBN 978-3863960391
- Brian Herbert und Kevin J. Anderson: Der Thron des Wüstenplaneten, Roman, Heyne 2014. ISBN 978-3-453-52720-1
- Josin L. McQuein: Arclight – niemand überlebt die Dunkelheit, Egmont INK, 2014. ISBN 978-3-86396-035-3
- M. John Harrison: Licht. Die Trilogie, Roman (mit P. H. Linckens), Heyne 2014. ISBN 978-3-453-31559-4
- Kim Stanley Robinson: Schamane, Heyne 2014, ISBN 978-3-453-26948-4
- Frank Herbert: Der Wüstenplanet. Heyne, München 2016, ISBN 978-3-453-31717-8.

## Werke
- Raumanzüge & Räuberpistolen. Fantastische Kurzgeschichten, (als Schlotzen & Kloben gemeinsam mit Jasper Nicolaisen und Simon Weinert), Shayol, Berlin 2010. ISBN 978-3-926126-94-8
- Nichts Böses: Erzählungen, Edition Medusenblut, 2013, ISBN 978-3935901161